# Odysseus (crater)
32°49′N 128°53′W / 32.82°N 128.89°V

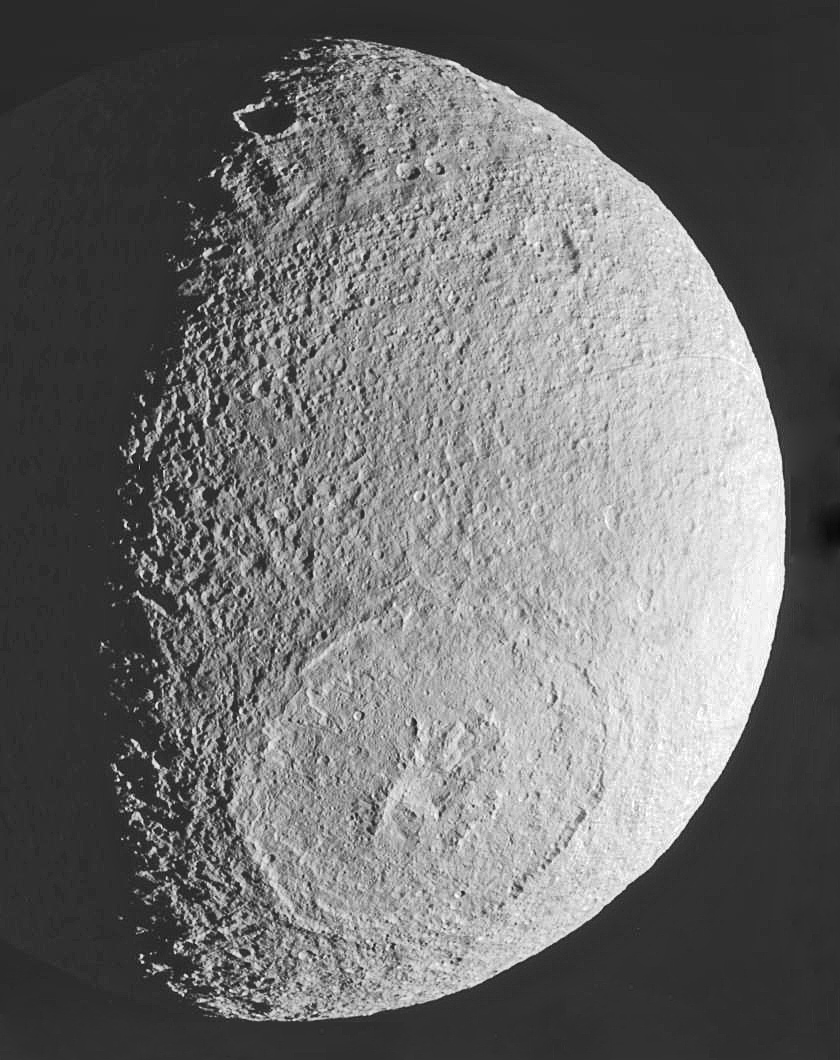
Tethys, cu Odysseus în jos, așa cum a fost fotografiat de Cassini pe 14 februarie 2010.

Odysseus este cel mai mare crater de pe satelitul lui Saturn, Tethys. Are 445 km în diametru, mai mult de 2/5 din diametrul satelitului și este unul dintre cele mai mari cratere din Sistemul Solar. Este situat în partea de vest a emisferei anterioare a satelitului - latitudinea și longitudinea centrului sunt 32,8 ° N și, respectiv, 128,9 ° V. Este numit după eroul grec Odiseu din Iliada și Odiseea lui Homer. 
Odysseus a fost descoperit de sonda spațială Voyager 2 pe 1 septembrie 1981, în timpul zborului său pe lângă Saturn. 

## Geologie

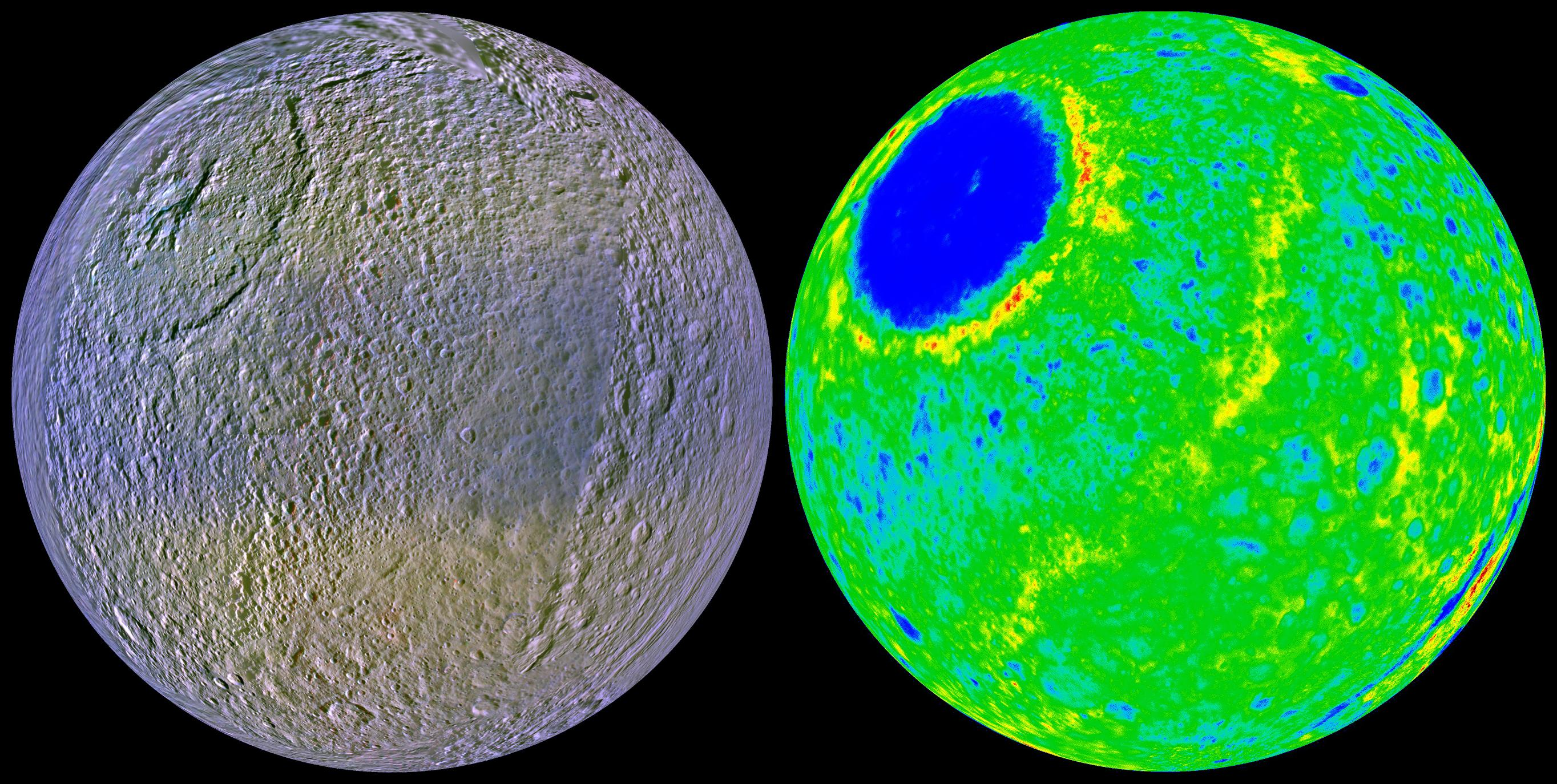
Hartă color și hartă de altitudine

Craterul Odysseus este acum destul de plat pentru dimensiunea sa de aproximativ 450 km sau mai exact, podeaua sa se conformează formei sferice a lui Tethys. Acest lucru se datorează cel mai probabil relaxării vâscoase a scoarței de gheață Tethyană pe perioade geologică geologic. Podeaua este la aproximativ 3 km sub raza medie, în timp ce marginea sa exterioară este la aproximativ 5 km deasupra razei medii — relieful de 6–9 km nu este foarte înalt pentru un crater atât de mare. În interiorul craterului, marginea este compusă din escarpe arcuate și se extinde pe aproximativ 100 km până se ajunge la podea. Există mai multe grabene care radiază de la de Odysseus, care au 10-20 km lățime și sute de kilometri lungime. Este posibil să fie fisuri în scoarță create de impact.  Cel mai proeminent dintre ele se numește Ogygia Chasma.
Craterul trebuie să fi fost inițial adânc, cu o margine muntoasă înaltă și un vârf central falnic. De-a lungul timpului, podeaua craterului s-a relaxat la forma sferică a suprafeței Tethyene, iar marginea craterului și vârful central s-au prăbușit (o relaxare similară este evidentă pe sateliții lui Jupiter, Callisto și Ganymede ). Acest lucru indică faptul că în momentul impactului lui Odysseus, Tethys trebuie să fi fost suficient de cald și maleabil pentru a permite topografiei să se prăbușească; interiorul lui poate era chiar lichid. Dacă Tethys ar fi fost mai rece și mai fragil în momentul impactului, satelitul ar fi putut fi spulberat și chiar dacă ar fi supraviețuit impactului, topografia craterului și-ar fi păstrat forma, în mod similar cu craterul Herschel de pe Mimas.  :642
Complexul central al lui Odysseus (Scheria Montes)  prezintă o depresiune centrală asemănătoare unei gropi,  :642care are 2–4 km adâncime. Este înconjurat de masive înălțate cu 2–3 km deasupra podelei craterului, care în sine este la aproximativ 3 km sub raza medie. 

## Relația cu Ithaca Chasma
S-a presupus că imensul șanț numit Ithaca Chasma, care urmează aproximativ un cerc mare cu un pol lângă centrul lui Odysseus, s-a format ca urmare a impactului lui Odysseus.  Cu toate acestea, un studiu bazat pe imaginile Cassini de înaltă rezoluție a indicat că acest lucru este puțin probabil - numărul craterelor din interiorul lui Odysseus pare a fi mai mic decât în Ithaca Chasma, ceea ce indică faptul că acesta din urmă este mai vechi decât primul.   :669